# 富山国際大学付属高等学校
富山国際大学付属高等学校（とやまこくさいだいがくふぞくこうとうがっこう、英: Toyama University of International Studies High School）は、富山県富山市願海寺水口にある私立高等学校。

## 沿革

### 経緯
富山県初の私立高等教育機関として開学した富山女子短期大学の付属校として1964年（昭和39年）4月、前身である女子高・富山女子短期大学付属高等学校が開校した。1990年（平成2年）に系列大学として富山国際大学が開学、高校は富山国際学園の願海寺キャンパスに含められた。

### 年表
- 1963年（昭和38年）
  - 9月25日 - 富山女子短期大学付属高等学校の設置を議決[1]。
  - 11月1日 - 設置認可申請書を提出[1]。
- 1964年（昭和39年）
  - 1月28日 - 設置が認可される[1]。
  - 4月1日 - 富山女子短期大学付属高等学校開校[1]（校舎は富山女子短期大学が開学初年に校舎として使用していた旧射水東部中学校を使用[2]）。富山県内では初の短期大学付属高等学校であった[3]。
  - 4月11日 - 第1回入学式を挙行[1]。
  - 10月29日 - 校歌の制定、発表[1]。
  - 10月30日 - 開校記念式典を挙行[1]。
- 1965年（昭和40年）10月1日 - 運動場の拡張およびテニスコート2面が完成[1]。
- 1967年（昭和42年）3月 - 本館鉄筋化第1期工事（3階建て）完成[4]。
- 1968年（昭和43年）3月 - 本館鉄筋化第2期工事完成[5]。
- 1969年（昭和44年）3月 - 本館鉄筋化第3期工事完成[5]。
- 1970年（昭和45年）3月 - 本館鉄筋化第4期工事、第2体育館完成[5]。
- 1971年（昭和46年）3月 - 本館鉄筋化第5期工事完成[6]。
- 1972年（昭和47年）9月 - 第一体育館（1953年〔昭和28年〕に旧射水東部中学校の講堂兼体育館として竣工[7]）が移転改装[6]。
- 1973年（昭和48年）
  - 3月 - 本館第6期工事が完成[6]。これを以て全ての生徒教室が鉄筋校舎に移転する[8]。
  - 10月15日 - 講堂兼短大体育館が完成[6]。
- 1978年（昭和53年）6月 - 本館完成[9]（全館鉄筋化完了）。
- 1979年（昭和44年）7月 - 改築のため、旧木造校舎の一部の取り壊しを実施[9]。
- 1980年（昭和55年）
  - 7月 - 弓道場、明窓会館（鉄筋3階建て[10]）が完成[9]。
  - 8月28日 - テニスコート5面完成[11]
  - 12月22日 - 木造校舎（旧射水中学校校舎）を取り壊し[11]。
- 1981年（昭和56年）
  - 3月 - 剣道場完成[11]。
  - 8月 - 運動場改修工事完成[11]。
- 1983年（昭和58年）8月 - 洋風庭園完成。
- 1984年（昭和59年）3月30日 - 音楽教室棟完成[12]。
- 1990年（平成2年）
  - 4月1日 - 新制服への切り替え[7]。
  - 6月9日 - ニュージーランドのセルウィンカレッジと姉妹校提携[7]。
- 1991年（平成3年）
  - 7月19日 - 学校法人が高校の校名変更と男女共学化を議決[13]。
  - 9月27日 - 文部大臣から校名変更が認可される[7][13]。
  - 12月22日 - 第一体育館が取り壊される[7]。
- 1992年（平成4年）
  - 4月1日 - 校名を富山国際大学付属高等学校（3コース制・国際英語〔新設〕、大学進学、一般進学・教養〔女子のみ〕）と改称し、男女共学とする[7][14]。
  - 8月31日 - 新体育館が竣工[15]。
- 1993年（平成5年）4月8日 - 校旗を樹立[15]。
- 2002年（平成14年）
  - 4月1日 - 4コース制（国際英語、大学特進、大学進学、進学・教養）に改編[16]。
  - 8月 - 全館冷房工事完了[16]。
- 2004年（平成16年）4月1日 - 文部科学省よりスーパーイングリッシュランゲージハイスクール (SELHi) の指定を受ける（2004年度 - 2007年度までの3年間）[17]。
- 2005年（平成17年）4月1日 - 3コース制（国際英語、特進、フロンティア）に改編[17]。
- 2007年（平成19年）4月 - 文部科学省より2期目のSELHi指定を受ける（2010年3月まで）[17]。
- 2010年（平成22年）
  - 3月18日 - ニュージーランドのパクランガカレッジと姉妹校提携[18][19]。
  - 5月 - 新校舎第1期工事着工[20]。
- 2011年（平成23年）2月 - 5階建ての校舎（本館）完成[21]。
- 2012年（平成24年）
  - 2月 - 3階建ての東館完成[21]。
  - 3月12日 - 新校舎の竣工式[22]。
  - 8月30日 - ユネスコスクールの認定を受ける[23]。。
- 2014年（平成26年）3月 - オーストラリアのビショップドゥルーイットカレッジと姉妹校提携[22]。
- 2015年（平成27年）1月 - 中国の路河中学（中高一貫校）と姉妹校提携。
- 2016年（平成28年）
  - 7月 - タイのプラトゥムナクスワンクラーブスクールと姉妹校提携。
  - 12月 - アメリカのチェスタートン高校と姉妹校提携。
- 2017年（平成29年）
  - 1月 - オーストラリアのヒルズカレッジと姉妹校提携。
  - 8月 - 韓国の大田外国語高校と姉妹校提携。
- 2018年（平成30年）12月 - 香港の景嶺書院と姉妹校提携。
- 2019年（令和元年）7月 - アメリカのシェリダン日本語学校と姉妹校提携。

## 教育方針

### 校訓
志高く 知性を磨き
明るく 清く 健やかに

### 教育方針
1. 進展する社会に応え、また、人間の真実を追求して、知徳体の全人教育をめざす
2. 高い知性、豊かな情操、健全な心身、そして自他敬愛、自主自立の精神の涵養をめざす
3. 一人ひとりを大切にし、豊かな個性を育み、優れた能力の開発をめざす
4. 国際感覚を身につけた、問題発見型、問題解決型の生徒の育成をめざす
5. ユネスコスクールとして、ＥＳＤ教育（持続発展教育）を推進する
6. 自己表現力の涵養をめざして、ＩＣＴ教育を推進する

### 特色
授業・課外活動の両面において国際理解教育が進められている。特に国際英語コースでは、2度の海外英語研修（アメリカ、韓国）の実施や「グローバル・スタディーズ」といった授業が開講されている。また、国際理解講座やフォスター・プランの参加、研修旅行などを通じて、国際感覚を磨く機会が準備されている。
生徒の留学に関しても積極的である。英語圏に限らず、非英語圏への留学も増加しているほか、長期留学をした生徒を対象に留学による単位の一括認定が行われており、長期留学をした場合でも3年間での卒業が可能になっている。毎年5 - 10名程度が長期留学している（近年はニュージーランド、アメリカ、カナダ、イギリス、オーストラリア、ドイツ、ハンガリー、オランダ、スウェーデン、フィンランドなど）。また、帰国子女や長期・短期の海外留学生を積極的に受け入れており、常時5名前後の留学生が在籍している。多数の外国籍の生徒も在籍する。

## 設置学科
- 普通科
  - 国際英語コース（留学特進系、英語特進系）
  - 特進コース（文系、理系）
  - フロンティアコース（人文社会系、自然科学系、グローバル系）

## 主な学校行事
- 体育大会
- 研修旅行
- 文化祭
- 国際理解講座
- 「地球のステージ」鑑賞
- 芸術鑑賞会
- 姉妹校研修

## 部活動

### 運動部
- テニス部（男女）
- 弓道部（男女）
- サッカー部（男女）
- 野球部（男子）
- バスケットボール部（男女）
- バレーボール部（女子）
- 卓球部（男女）
- バドミントン部（女子）
- 柔道部（男子）

### 文化部
- 家庭部
- 新聞部
- 放送部
- イラスト部
- 英語部
- 科学部
- 吹奏楽部
- 茶道部
- 美術部
- 書道部
- メディア・テクノロジー部
- ユネスコ部

## 出身者
- 早勢美里（元女優）
- 中山恵（女優）

## 主な通学手段
- 生徒の主な通学手段
  - バス：富山地鉄バス、地域コミュニティバス
  - 自転車
  - 鉄道：あいの風とやま鉄道

## アクセス
- あいの風とやま鉄道線「呉羽駅」下車、自転車で約10分
- 富山地鉄バス富山短大前停留所から徒歩約3分（「富山短大直行」「国際大付属高校線」は本校に乗り入れ）